# 河原子 (白井市)
河原子（かわらご）は、千葉県白井市の大字。郵便番号270-1403。

## 地理
北は名内、東は平塚、南西は神々廻、南は白井、南東は折立、西は中に隣接している。
飛び地があり、名内、中、富塚に隣接している。

## 世帯数と人口
2017年（平成29年）10月31日現在の世帯数と人口は以下の通りである。
| 大字   | 世帯数 | 人口  |
| ------ | ------ | ----- |
| 河原子 | 77世帯 | 171人 |

## 小・中学校の学区
市立小・中学校に通う場合、学区は以下の通りとなる。
| 番地 | 小学校                 | 中学校             |
| ---- | ---------------------- | ------------------ |
| 一部 | 白井市立白井第一小学校 | 白井市立白井中学校 |
| 一部 | 白井市立白井第二小学校 | 白井市立白井中学校 |

## 施設
- 天満宮
- 不動明王

## 交通

### バス
- 白井市循環バス[5]
  - 東ルート（福祉センター・千葉ニュータウン中央駅ルート）[6][7]
    - （中） - 89名内入口 - （名内）